# Слободан Босиљчић
Слободан Босиљчић (Илиџа, 1921 — Београд, фебруар 2013) био је новинар и публициста, некадашњи главни уредник Радио Београда, републички министар Србије за информисање 1974–1978. и аутор више од 30 дела историјске публицистике.

## Биографија
Слободан Босиљчић рођен је 1921. године на Илиџи. Играо је за ФК „Игман”, а био је и врстан смучар у клубу „Славија”. Босиљчић је био предсједник Општине Бор, посланик Скупштине и члан Владе Републике Србије, члан Покрајинског комитета СКОЈ-а Србије, директор Института за раднички покрет Србије, предсједник СОФК Србије, Бициклистичког савеза Југославије и Међународне асоцијације трка - АИОЦЦ Париз. Носилац је „Споменице 1941”.